# Población Vicente Pérez Rosales
La Población Vicente Pérez Rosales, es un sector residencial ubicado en el sector poniente de la ciudad de Chillán, Chile. El área destaca por la presencia del Estero Las Toscas y el Campus La Castilla de la Universidad del Bío-Bío, además está dividida en diversos sectores, como Santa Rosa, Martín Ruiz de Gamboa o La Castilla Norte. El barrio es considerado un ejemplo de marginación social en la ciudad.

## Historia
En el lado poniente de la actual población, existió un cementerio denominado "Cementerio de los apestados", dado que todos los fallecidos enterrados el lugar, eran a causa de una epidemia.
El sector antiguamente, era un fundo llamado "Santa Rosa", cual perteneció a la Escuela Normal de Chillán, cuyo loteo fue promovido por los mismos trabajadores de la escuela, un 20 de agosto de 1970. Sus terrenos son tomados por 180 familias, conformando lo que hoy es llamado, el sector Santa Rosa, cual es considerado casco histórico de la población. Los campamentos que abarcaron el sector, fueron divididos según la posición política de sus habitantes, y los nombres de estos evocaban a Che Guevara, Inti Peredo, Violeta Parra, José María Sepúlveda y Elmo Catalán. Como medida preliminar, los mismos habitantes se organizaron para crear la primera guardería infantil, asimismo se implantaron reglamentos como, la prohibición de venta de bebidas alcohólicas, la violencia intrafamiliar y el robo entre los mismos pobladores.
Otra toma es la que ocurrió entre 1974 y 1977, a un costado del Estero Las Toscas, donde abarcó entre lo que hoy se conoce como Barrio Chino y la calle Valladolid.
Durante el gobierno de Salvador Allende, se dio inicio a la construcción de las viviendas, cuales serían inauguradas durante el mes de septiembre de 1973, sin embargo, a la llegada del Golpe de Estado, muchas de las viviendas a medio construir, fueron tomadas por los mismos futuros habitantes, ante el miedo de que estas les fueran arrebatadas. Las casas fueron inauguradas durante los primeros días de la Dictadura militar, bajo el nombre de "Vicente Pérez Rosales", del cual, la mayoría de sus habitantes no estaban de acuerdo, por ello, de manera coloquial, el sector fue apodado como "Los Módulos", dado que las casas eran mediaguas. La población mantuvo este modelo de casas hasta 1989, cuando se entregaron las primeras viviendas sociales. Durante toda esta época, era común observar inundaciones a raíz del desborde del estero o incendios producto de malas conexiones eléctricas.
A fines de la década de 1990, el sector se volvió foco de delincuencia, drogas y alcoholismo, lo cual, significó para los habitantes, un estigma social en la ciudad, como también una lucha constante por la erradicación del problema, cual persiste hasta la actualidad.